# المدرسة التطبيقية بالصومعة

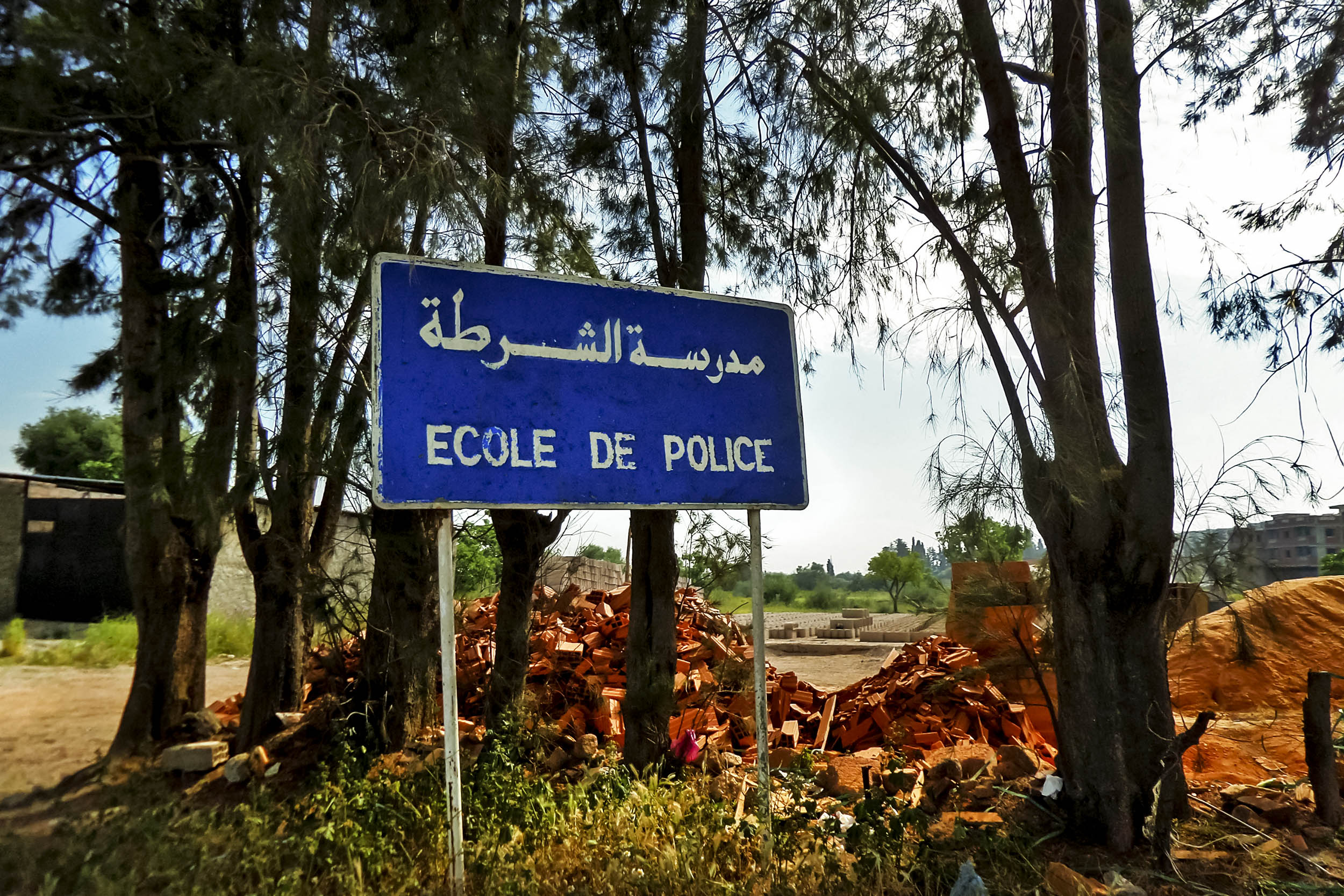
مدرسة الشرطة بالصومعة

المدرسة التطبيقية بالصومعة أو المدرسة التطبيقية للأمن الوطني عبد المجيد بوزبيد هي أحد مراكز تكوين الشرطة الجزائرية، تم إنشائها في 1 أوت 1969 لتلبية الحاجيات التكوينية للشرطة الجزائرية. سميت باسم المدير العام الأسبق للأمن الوطني الجزائري عبد المجيد بوزبيد.

## التكوين
عملت المدرسة التطبيقية بالصومعة منذ إنشائها وحتى العام 2013 على تكوين 85600 فرد من بينهم إضافة إلى عناصر الأمن الوطني الجزائري عناصر من الجمارك الجزائرية وإدارة السجون والحماية المدنية.

## التعاون الدولي
دفعت خبرة المدرسة التطبيقية بالصومعة في التكوين النمودجي لقوات الشرطة بالكثير من الدول الصديقة والشقيقة لاختيارها من أجل تكوين إطاراتها الشرطية.

## مديرو المدرسة التطبيقية بالصومعة
تداول على إدارة المدرسة التطبيقية للشرطة بالصومعة عدة إطارات مند إنشائها:
- عميد شرطة عيسى قاسمي [3]
- عميد أول للشرطة عيسى بلعايب 2009-2010[4]، [5]
- عميد أول للشرطة قارة بوهدمة عبد القادر 2011[6]
- عميد أول للشرطة زروق سكحالي 2012[7]
- عميد أول للشرطة مالك محمد 2013[2]
- عميد أول للشرطة حشيشي محمد الطاهر 2014[8]
- مراقب الشرطة مالك محمد 2015[9]

## دفعات الضباط
| رقم الدفعة | تاريخ التخرج   | الرتب                   | مدة التكوين | المشرف على التخرج                                    | اسم الدفعة                                                                                               |
| ---------- | -------------- | ----------------------- | ----------- | ---------------------------------------------------- | --- |
| 10         | 3 فيفري 2016   | 617 ملازم أول (57 إناث) | سنتين       | وزير الداخلية نور الدين بدوي، م.ع.أ.و عبد الغني هامل | ضابط الشرطة زارب كمال (كان يعمل بالديوان الوطني لقمع الإجرام، أغتيل سنة 1994)                            |
| 9          | 12 جانفي 2015  | 509 ملازم أول           | سنتين       | م.ع.أ.و عبد الغني هامل                               | عميد الشرطة بسبـاس عمـار                                                                                 |
| 8          | 28 مارس 2013   | 592 ملازم أول (61 إناث) | 18 شهر      | م.ع.أ.و عبد الغني هامل                               | ملازم أول سيواني كمال الذي كان يعمل بأمن ولاية غرداية، أغتيل يوم 28 مارس 1995 بدائرة متليلي ولاية غرداية |
| 7          | 30 جانفي 2012  | 753 ملازم أول           | 18 شهر      | م.ع.أ.و عبد الغني هامل                               | ملازم أول بوفنيسة سعيد                                                                                   |
| 6          | 2 نوفمبر 2010  | 626 ملازم أول           | 18 شهر      | وزير الداخلية دحو ولد قابلية، م.ع.أ.و عبد الغني هامل | محافظ الشرطة كمال عبد الرحمن شلايف، توفي يوم 21 سبتمبر 2010 إثر انفجار قنبلة أثناء تأدية مهامه.          |
| 5          | 18 جويلية 2009 | 280 ملازم أول           | 18 شهر      | م.ع.أ.و علي تونسي                                    | حافظ أول للنظام العمومي مقيمح علاوة اغتيل في 29 سبتمبر 2006 أثناء أداء مهامه.                            |
| 4          | 19 جويلية 2008 | -- ملازم أول            | 18 شهر      | م.ع.أ.و علي تونسي                                    | عون النظام العمومي حميدات شارف الذي أغتيل في يوم 25 اكتوبر 1992 بمستغانم.                                |
| 3          |                |                         |             |                                                      | |
| 2          |                |                         |             |                                                      | |
| 1          |                |                         |             |                                                      | |